# Mauricio Valero
Mauricio Valero (México, siglo XX) es un periodista deportivo y luchador profesional mexicano, exdirector editorial del sitio de Internet acreditado Lucha Libre México, de 2000 a 2002, y excolaborador en varias compañías y publicaciones del medio de la lucha libre en México.

## Biografía
Nacido en el centro del país, desde niño tuvo una gran cercanía con el medio de la lucha libre, al ser hijo del luchador «El Bengala» y nieto del legendario periodista luchístico, José Luis Valero. 
Su parentesco con otros luchadores, como Eddie Guerrero, Héctor, Mando y Chavo (sus primos) también lo acercó e inspiró para trabajar en el medio de la lucha libre, donde muy joven debutó con el mote de «El Calavera».

## Lucha Libre México web
Luego de comenzar a luchar y recibir el bautizo de su tío político «El Villano I», Valero se retira de manera temporal de la lucha libre, para volver en el año 2000 como parte fundamental del equipo del escritor Miguel G. Fonseca en el proyecto Lucha Libre México, la primera página no oficial especializada en periodismo luchístico en México. 
Valero se incorpora al equipo como director editorial del proyecto, e incorpora novedades y contactos diversos al mismo influyendo la forma de trabajar hasta entonces hermética y cercana a la empresa AAA, que tenía el director general fundador del sitio, Miguel G. Fonseca, que apenas contaba con 17 años. Con la llegada de Valero, LLM se convierte en el principal proveedor de información sobre la lucha libre mexicana en el Internet mundial, y su trabajo es traducido y comentado en websites de todos los idiomas. Gracias a la iniciativa de Mauricio, tendiente a establecer nexos con más empresas y con luchadores independientes, LLM produjo los sitios oficiales de Máscara Sagrada y el Clan de Mini Estrellas Originales (CMEO), que recién habían abandonado la WWE. Además organizó chats en vivo con diversos luchadores en conjunción con G. Fonseca, y paralelamente retomó su carrera como luchador integrándose a la empresa AULL de su amigo Héctor Guzmán, donde perdió la máscara de El Calavera y comenzó a utilizar el apellido Guerrero, luchando bajo el mote de Raúl Guerrero Jr.

## ZOOM TV
Valero consiguió un convenio con la empresa de multimedios Argos de Epigmenio Ibarra, con lo que el equipo de LLM y el propio Guzmán comenzaron a conducir el programa Te Das o Te Rindes dentro del canal "KOZ" de su proyecto Livestreaming Zoom.TV, que introdujo el concepto en México a la par del concepto de los realityshows. Te Das o Te Rindes fue pionero en presentar "maratones" en que el programa duraba 12 horas continuas de transmisión, y en el show en vivo se obsequiaban premios, destacando una fracción de la cabellera cortada a Arthur Barr en Los Ángeles en el PPV When Worlds Collide, obsequiada por el conductor invitado Julio César Rivera de la revista Luchas2000. Luchadores como Fuerza Guerrera, Los Villanos, Máscara Sagrada, los Mini Estrellas Originales y muchos más, pasaron por los micrófonos de Zoom.TV para ser entrevistados por Valero, junto a G. Fonseca y Guzmán. A mediados de 2002 Miguel G. Fonseca abandona el proyecto de Zoom, que continúa brevemente de la mano de Valero y Guzmán, junto a Julio César Rivera. LLM continúa también por breve tiempo y desaparece tras la salida de su fundador.

## Luchas 2000
Valero continúa su carrera dentro del medio y, por invitación de Rivera, se incorpora de lleno a la revista Luchas 2000, que recién había sufrido una fuerte fuga de talentos encabezada por Ernesto Ocampo. Valero aporta nuevos matices a la revista y es enviado a cubrir de manera oficial funciones de la WWE por todo Estados Unidos, logrando ser pionero en la cobertura de la empresa y accediendo a los principales eventos de la misma, por lo que se ve obligado a radicar en la Unión Americana, situación que aprovecha para luchar de nueva cuenta allá. Poco después de su regreso a México, abandona la revista.

## Asesoría, Asistencia y Administración
Gracias a un amigo mutuo, Valero conoce al historiador, cineasta y periodista Isaac Bengurion, con quien entabla una excelente relación amistosa gracias a la cual Valero se incorpora a la recién creada Revista Oficial de la Triple A, Dos de Tres, de Editorial Televisa. Mauricio permanece colaborando ahí hasta que se le ofrece el puesto de Jefe de Prensa de Triple A. 
Valero, en 2008, trajo de regreso a Miguel G. Fonseca, quien ha estado publicando textos en el nuevo sitio oficial de AAA y en la propia revista Dos de Tres. 
Además, promovió la reorganización del sitio web y de los archivos internos de los eventos de AAA en años pasados. Se ha reconstruido el website bajo su gestión y se ha lanzado un proyecto de LiveStreaming llamado AAATV bajo la tecnología de Mogulus. 
Valero fue liberado por AAA en 2010.